# Robert Postec
Pour les articles homonymes, voir Postec.
Robert Postec (Paris, 21 mars 1923 - Tel Aviv, 20 juillet 1964) est un acteur et metteur en scène de théâtre français.

## Biographie
Metteur en scène et adaptateur, directeur artistique de la compagnie portant son nom, il apparait aussi au cinéma dans Cléo de 5 à 7 (1961) et dans Les Baisers (1961).
Un des meilleurs metteurs en scène des années 1950-1960 d'après Le Figaro littéraire, invité à monter des pièces d'Eugène Ionesco et de Jean Anouilh en Israël, il meurt prématurément le 20 juillet 1964 en se noyant dans la Méditerranée. Sa fille, Sarah, naît le 25 août 1964. Ionesco écrit à son sujet : « Il ne se serait jamais permis de faire dire à des œuvres et des auteurs des choses que celles-là et ceux-ci ne voulaient pas dire »

## Théâtre

### Mises en scène
- Le Tableau d'Eugène Ionesco, Paris, Théâtre de la Huchette, 16 octobre 1955
- Jacques ou la Soumission d'Eugène Ionesco, Paris, Théâtre de la Huchette, 16 octobre 1955
- Le Plus Heureux des trois d'Eugène Labiche, Paris, Théâtre de la Huchette, 1956[3]
- Le Nouveau Locataire d'Eugène Ionesco, Paris, Théâtre d'Aujourd'hui, 9 septembre 1957
- Le Gosse de Moony ne doit plus pleurer d'après Tennessee Williams, Paris, Théâtre de l'Alliance Française, 19 octobre 1960
- Parle-moi comme la pluie et laisse-moi écouter d'après Tennessee Williams, Paris, Théâtre de l'Alliance Française, 19 octobre 1960 (traduction de Robert Postec)
- Portrait d'une madone d'après Tennessee Williams, Paris, Théâtre de l'Alliance Française, 19 octobre 1960
- Propriété condamnée d'après Tennessee Williams, Paris, Théâtre de l'Alliance Française, 19 octobre 1960
- Les Cochons d'Inde de Yves Jamiaque, Paris, Théâtre du Vieux-Colombier, 30 novembre 1960
- Jacques ou la Soumission d'Eugène Ionesco, Paris, Théâtre du Studio des Champs-Élysées, 25 février 1961
- Don Juan ou les Amants chimériques de Michel de Ghelderode, Les Jeux dramatiques d'Arras, juin 1962
- Antigone de Bertolt Brecht, 1963
- La Double Inconstance de Marivaux, Comédie de Provence, Pierrelatte, 5 janvier 1964
- Rhinocéros d'Eugène Ionesco, Tel Aviv (Israël), 1964